# Воскресенско-Германовский храм
Воскресе́нско-Ге́рмановский храм (также известный как «Собо́р Воскресе́ния Слову́щего»)  — православный храм, основанный в 1722 году в городе Ульяновск (до 1780 года — Синбирск, до 1924 года — Симбирск), построенный полностью в 1879 году. Входит в состав 1-го Симбирского городского благочиния Симбирской епархии Русской православной церкви.

## История

### Дореволюционное время

#### Храм до перестройки
В 1697 году жители тогдашнего ещё города-крепости Синбирска и духовенство обратились к Казанскому митрополиту Маркеллу с просьбою об отправки им частицы мощей святителя Германа Казанского и Свияжского. Владыка действительно прислал в город часть мощей святого Германа, а после чего дал «позволительную память» о построении новой часовни в Синбирске. В том же году, на месте встречи синбирцами святых мощей, у верховья Свияжского ключа, называемого «Маришкою», выделили довольно достаточно земли, и тогда была возведена часовня в память об этом событии.
В 1722 году на месте часовни возвели храм, который разделяля на холодый и тёплые части. Главный престол был холодный, его освятили в честь Христова Воскресения.
До 1847 года церковь разделялась на тёплую и холодную части. Но в том году её сделали полностью тёплой.
В 1851 году мещанинка Балакирщиковая пожертвовала землю на нужды храма.
В 1854 году было произведено переименование престолов: главный престол остался таким же, правый тёплый престол был посвящен во имя всех трёх святителей казанских: Гурия, Варсонофия и Германа, а левый — во имя апостолов Петра и Павла.
При симбирских пожарах в августе 1864 года храм сильно пострадал и стал слишком мал для прихожан.
В 1874 году симбирский мещанин Андрей Васильевич Масленников тоже пожертвовал землю для православной церкви.

#### Храм во время и после перестройки
C сентября 1877 по 1879 года храм на переулке Германовский (сегодня — Гоголя, 11) был перестроен по проекту губернского архитектора Н. Воскресенского и под наблюдением городского архитектора Василия Андреевича Алатырцева. В сентябре 1877 года перестроена алтарная часть. Первый камень в основании новой церкви был заложен 4 октября 1877 года кафедральным протоиереем П. И. Юстиновым при участии духовенства и большом стечении народа. В том же году при храме было основано церковное попечительство. В 1879 году провели внутреннюю отделку алтарной части. Было выделено за проведённую работу и отчасти за материал колоссальные 20 000 рублей, а из сумм церкви всего 1500 рублей. По случаю перестройки в православном храме остались только два придельных престола. Освящение было совершено в октябре 1879 года преосвященным Феоктистом, епископом Симбирским. Но, до 1890 года церковь так и не была достроена, так как средств на перестройку здания не хватило.
В 1890 году преосвященный Варсонофий дал благословение на перестройку и остальной части храма. Ветхая каменная колокольня была снесена, вырыт ров под новый фундамент, заготовлены первые нужные для строительства материалы. В 1892 году архитектор М. Г. Алякринский составил проект колокольни, трапезной и переделки старых главок. В 1890—1894 годах была построена колокольня и трапезная, причём две трапезные были упразднены. В 1894 году 5-престольный Германовский собор становится вновь 3-престольным: главный престол — во имя Воскресения Христова, правым (южным) приделом — во имя святого Германа Казанского и левым (северным) — во имя святителя Николая Чудотворца. Строительство велось на средства церкви, прихожан и церковного старосты — главного распорядителем по перестройке купца Павла Андреевича Никитина. В 1895 году были проведены внутренние отделочные работы, в том числе и роспись храма, которую заказали иконописцу, крестьянину с знаменитого села Палех Владимирской губернии Ивану Васильевичу Белоусову.

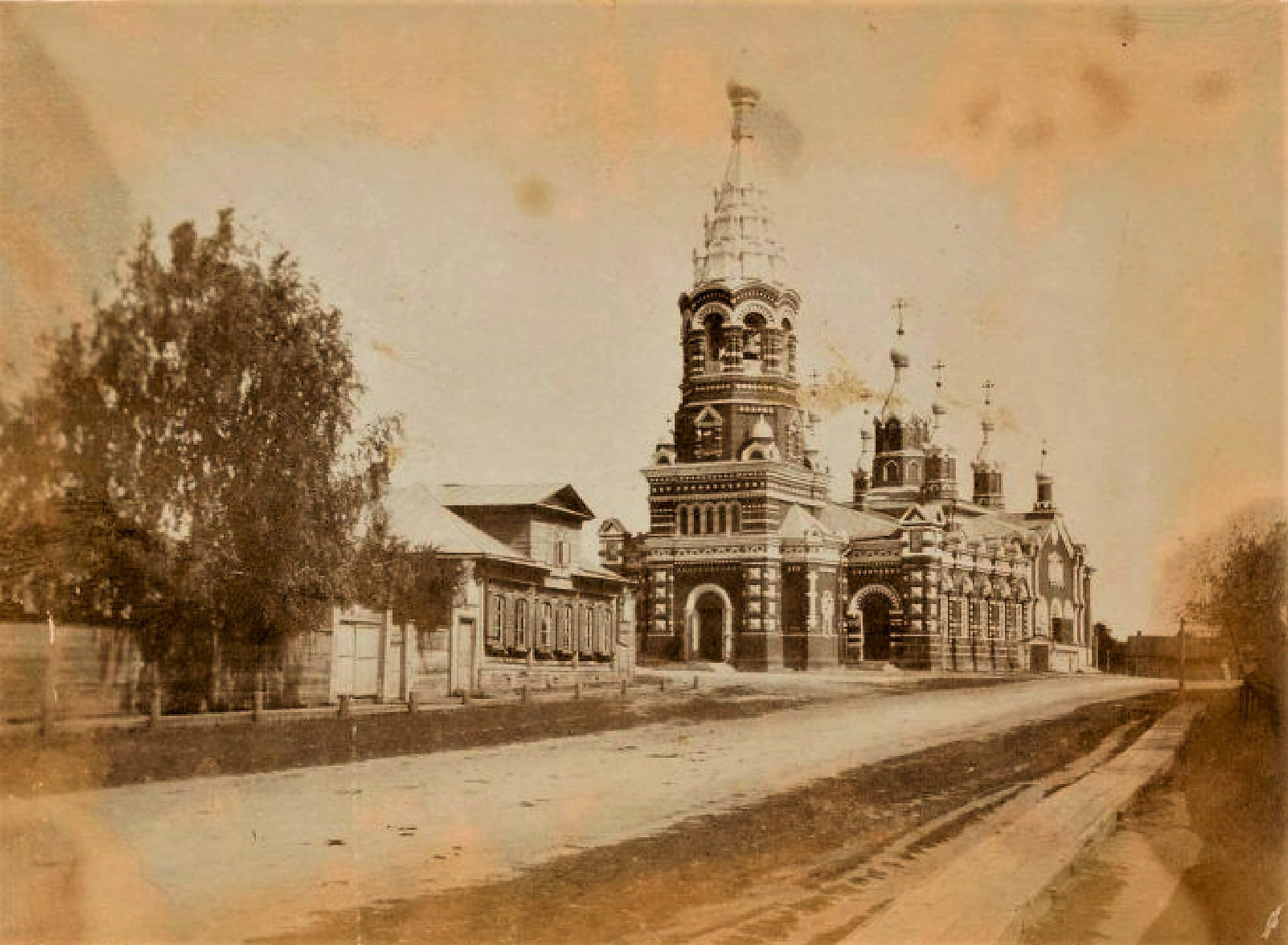
Храм в дореволюционное время. Дата съёмки неизвестна.

5 октября 1897 года в приходе открылась церковно-приходская школа в доме, пожертвованной прихожанкой Ховриной.
На 1900 год храму принадлежала часовня на ярмарочной площади.
В 1903 году Н. Воскресенским был сделан чертёж на устройство галереи над входом в подвал. В 1904 году в соборе был сделан новый придел в честь Серафима Соровского. В 1906 году были проведены работы по расширению подвала храма.
В октябре 1912 года симбирский мещанин Ефим Иванович Куликов пожертвовал 6 тысяч рублей — огромные на то время деньги. На эти средства был установлен новый красивый иконостас, сделанный палехскими мастерами в главном пределе храма, а также обновлены старые росписи.
В 1916 году Воскресенско-Германовский церковный приход был самым многочисленным в городе, и насчитывал более 12 тысяч человек.

#### Подаренные иконы и киоты
- Симбирский купец Н. В. Кротков дарил киот Владимирской иконы Божьей Матери в серебряной ризе. Эта икона чествовалась прихожанами преимущественно перед иными иконами[7].
- Симбирский купец И. Е. Войлошников дарил икону в апликовой ризе Нерукотворного Спасова образа[7].
- На средства Б. Я. Юдиной был сделан киот иконы Божьей Матери «Нечаянная Радость»[15]. Икона была без ризы, являлась снимком такой же иконы в храме в Сельдинской слободе[7].

#### Колокольня и самый большой колокол в Симбирске
В колокольне были колокола общим весом 32 тонны.
Самой большой колокол был отлит в 1896 году в Саратове на заводе купчихи Олимпиады Медведевой, состоял колокол из 78% чистой меди и 22% олова. Сплав был сделан из уральской красной штыковой меди завода наследников Демидова, князя Сан-Донато и в надлежащей пропорции английского олова за 12 тысяч рублей, по тем временам – гигантская сумма, который пожертвовал единственный симбирский купец второй гильдии Фёдор Иванович Чекалин. Колокол был сделан в память коронования Императора Николая II и Императрицы Александры Федоровны по благословению преосвященного Никандра, епископа Симбирского и Сызранского.
Колокол украшали изображения святых Николая Чудотворца, великомученицы Александры и небесных покровителей монаршей четы. На колоколе также были нанесены цитаты из псалмов.
В город колокол доставили пароходом. 1 сентября 1896 года с помощью привезённых из Саратова специальных дрог, сотен мужчин и канатов колокол подняли на 2 ярус колокольни. Диаметр колокола по низу был более 2.6 м., вес больше 11.5 тонн, железный язык колокола весил почти 426 кг., а его звон можно было услышать за 10 вёрст от города, его слышали даже на судах, проходящих мимо по Волге — это был самый большой колокол в Симбирске.
За щедрое пожертвование, Фёдору Чекалину дали золотую медаль для ношения её на шее.

### Советское время
В начале декабря 1929 года Ульяновский горсовет принимает решение о снятии колоколов с городских церквей, причина этому была якобы «общемассовых требованиях о снятии колоколов в фонд тракторизации» (дело № 0/096). И так, самый большой колокол города как и остальные колокола церкви были отправлены сначала на железнодорожный вокзал Ульяновска, а затем на переработку в Москву.
В июне 1930 года сняты колокола и разрушена колокольня Германовского храма.
Храм был закрыт 28 августа 1931 года решением Ульяновского горисполкома. Через какое-то время были сломаны все венчания, маковки и купол собора. С 17 сентября 1931 года в здании разместился областной государственный архив.
В 1933 году Германовский переулок, на котором находилось уже бывшее здание храма, был переименован в Гоголевский в честь знаменитого писателя Гоголя.
В 1936 году в алтаре бывшей церкви был открыт читабельный зал архива. 31 октября 1966 года на месте колокольни построили 4-этажный пристрой в виде «Хрущёвки» из силикатного кирпича для хранения документов.
В конце 1980 годов на стенах бывшего собора, из под штукатурки, стали проявляться фрески. Один из сотрудников архива Антон Шабалкин в одном интервью рассказывал:
Во время очередного субботника одна из сотрудниц, заметив на стене пятно, потерла его, и… Из-под побелки на стене показался глаз. А потом – и весь образ святого угодника.
Вдохновленные такой интересной находкой архивисты взяли вёдра, тряпки и стали оттирать стены здания от осыпающейся штукатурки. Таким образом, по обеим сторонам помещения в полукруглых проемах над окнами обнаружились изображения двенадцати отцов церкви.
12 февраля 1990 года указом № 79 храму присвоили статус объекта культурного наследия регионального значения.

### Современность
После возрождения Симбирской епархии епископ Прокл (Хазов) многократно просил власти передать церковь епархии и 6 марта 2003 года храм был официально передан, однако до 2007 года в храме продолжал размещаться архив.

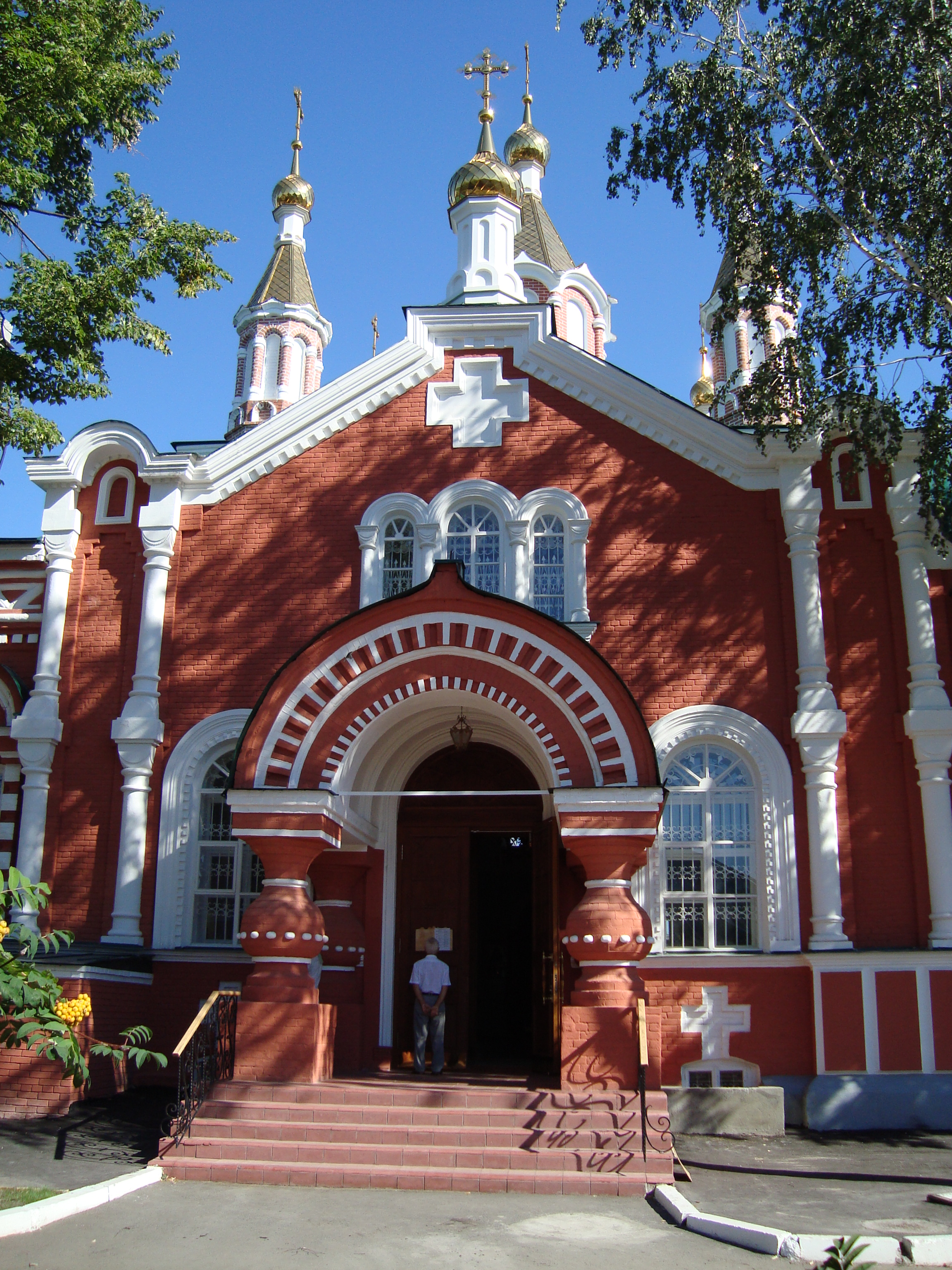
Недавно возрождённый собор. Июль 2010 г.

28 декабря 2007 года начали реставрацию здания, а также удаление пристроя. 18 апреля 2008 года архиепископом Проклом был отслужен молебен под сводами собора. В 2009 году старая роспись Германовского храма в ходе ремонтных работ стала портиться, и были закрашены или законсервированы. 13 апреля 2009 года Прокл с духовенством совершил ещё один молебен где освятили купола и кресты, которые были установлены в тот же день на собор. В июле 2009 года из пристроя вывезены все документы, стеллажи и мебель. Осенью пристройку снесли. 2 декабря того же года по благословению митрополита начаты регулярные богослужения в храме. 18 февраля 2010 года Прокл совершил в храме первое чтение Андрея Критского. 1 апреля 2010 года владыка совершил малое освящение храма. Первая литургия была 4 апреля 2010 года. 7 мая 2010 года с рабочим визитом посетил церковь управляющий делами Московской Патриархии митрополита Саранского и Мордовского Варсонофия. 6 ноября всё того же года церковь получила статус кафедрального собора.
Изображения 4 новозаветных евангелистов Марка, Матфея, Луки и Иоанна под сводами главного купола Германовского собора написал Юрий (Георгий) Николаевич Букин — известный ульяновский живописец, выпускник Санкт-Петербургской академии художеств имени Ильи Репина.
Иконостас церкви расписывала Ольга Соколова — молодая ульяновская живописца.
30 июня 2012 года были завершены работы по восстановлению колокольни и храм приобрёл свой первоначальный облик. Новые колокола были изготовлены в городе Каменск-Уральском Свердловской области на колокололитейном заводе «Пятков и Ко».
20 мая 2015 года в Ульяновск прибыл Патриарх Кирилл и совершил в Воскресенско-Германовском соборе всенощное бдение. Также Патриарх подарил церкви икону Смоленской Божией Матери «Одигитрия». И в том же году собор потерял статус кафедрального из-за постройки нового Спасо-Вознесенского собора.
30 ноября 2021 года был издан указ № 126 о переименовании православного прихода из Свято-Воскресенско-Германовский собор в Воскресенско-Германовский храм.
9 ноября 2022 года храм был включён в экскурсионный маршрут «Святыни старого Симбирска».

#### Организации при храме
20 октября 2017 года в здании церкви был открыт Германовский православный молодёжный клуб, а уже 22 октября была проведена первая встреча участников.
При храме работает воскресная школа, которая была организована не позже 2018 года.

## Святыни и реликвии
В храме хранятся следующие реликвии:
- Рака и ковчег с частицами мощей святителя Германа Казанского;

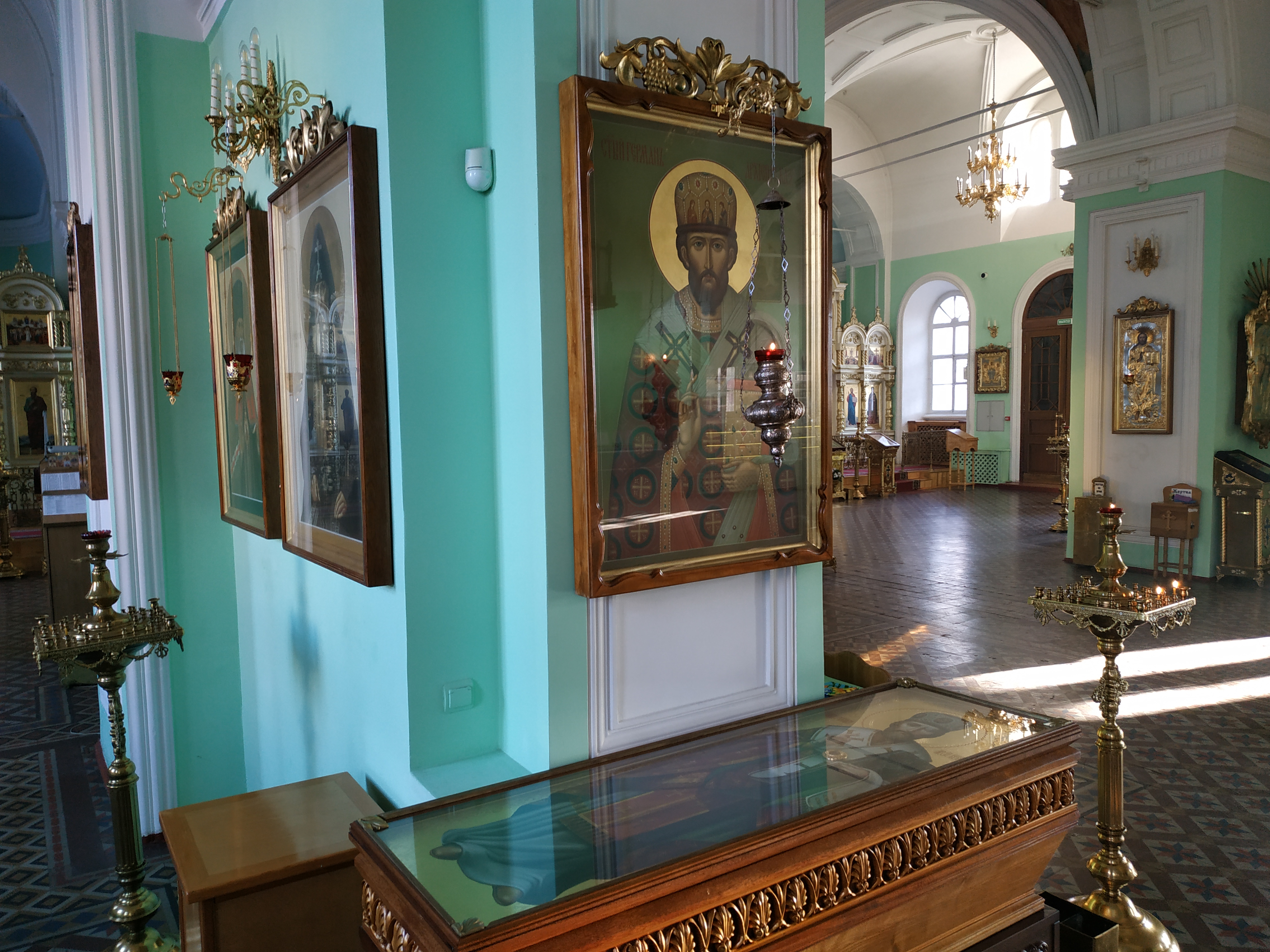
Рака и ковчег в полный рост Германа Казанского

- Икона святых бессребреников Кира и Иоанна с частицей мощей;
- Икона блаженного Андрея Симбирского на раке с большой частицей мощей;
- Икона преподобного Гавриила Мелекесского с частицей мощей;
- Икона святителей Германа Казанского, Гурия Казанского, Варсонофия Тверского с частицами их мощей;
- Икона «Явление Воскресшего Господа Марии Магдалине» с частицей её мощей;
- Икона преподобного Симеона Псково-Печерского с частицей мощей;
- Икона святого праведного Феодор Ушакова с частицей мощей;
- Икона святителя Иннокентий с частицей мощей;
- Икона святителя Иоанна Шанхайского с частицей мощей;
- Икона святителя Спиридона Тримифунтского с частицей башмачка;
- Старинная икона Божией Матери «Нечаянная радость»[8].

## Духовенство
Дореволюционное время
- Добролюбский Николай Васильевич 1912 — 27.07.1919 г[30].
- Ягодинский Лев Арсеньевич 1901 — 23.08.1919 г[62].
- Иоаким (Благовидов) в 1918 году назначен вторым священником собора. С 1920 года стал настоятелем собора[63].
- Фадеев Михаил Николаевич 10.06.1920 — 1930 г[64].
- Митрофан (Гринёв) 29.10.1930 г. — 1931 г[65].

Современное время
- С 2011 по 2016 одним из настоятелей был иеросхимонах Кирилл (Мякишев)[66][67].
- С 2017 по 2020 год одним из настоятелей был диакон Андрей Любавин[68][69].

На сегодняшнее время причт состоит: настоятель игумен Серафим (Ляхов), протоиерей Анатолий Капранов, диакон Андрей Капралов, иерей Алексий Волков, диакон Григорий Шевченко. Ключарь — протоиерей Илия Кузнецов, а клириком — протоиерей Николай Синьковский.

## Источник
В храме есть старинный подвал, в котором в 1903 году забил ключ Маришка, и вскоре там сделали колодец. Несколько лет назад вода в колодце помутнела из-за проникновения канализационных стоков, после чего она стала пригодна лишь для полива газона. В будущем возможно очистка воды, и тогда её будут использовать для питья и богослужений.

## Престольный праздник
Престольный праздник церкви отмечают 19 ноября в день смерти Германа архиепископа Казанского и Свияжского, 13 сентября в честь Воскресения Словущего, а также в день Воскресения Христова (в Пасху).

## Галерея

### Новые фотографии

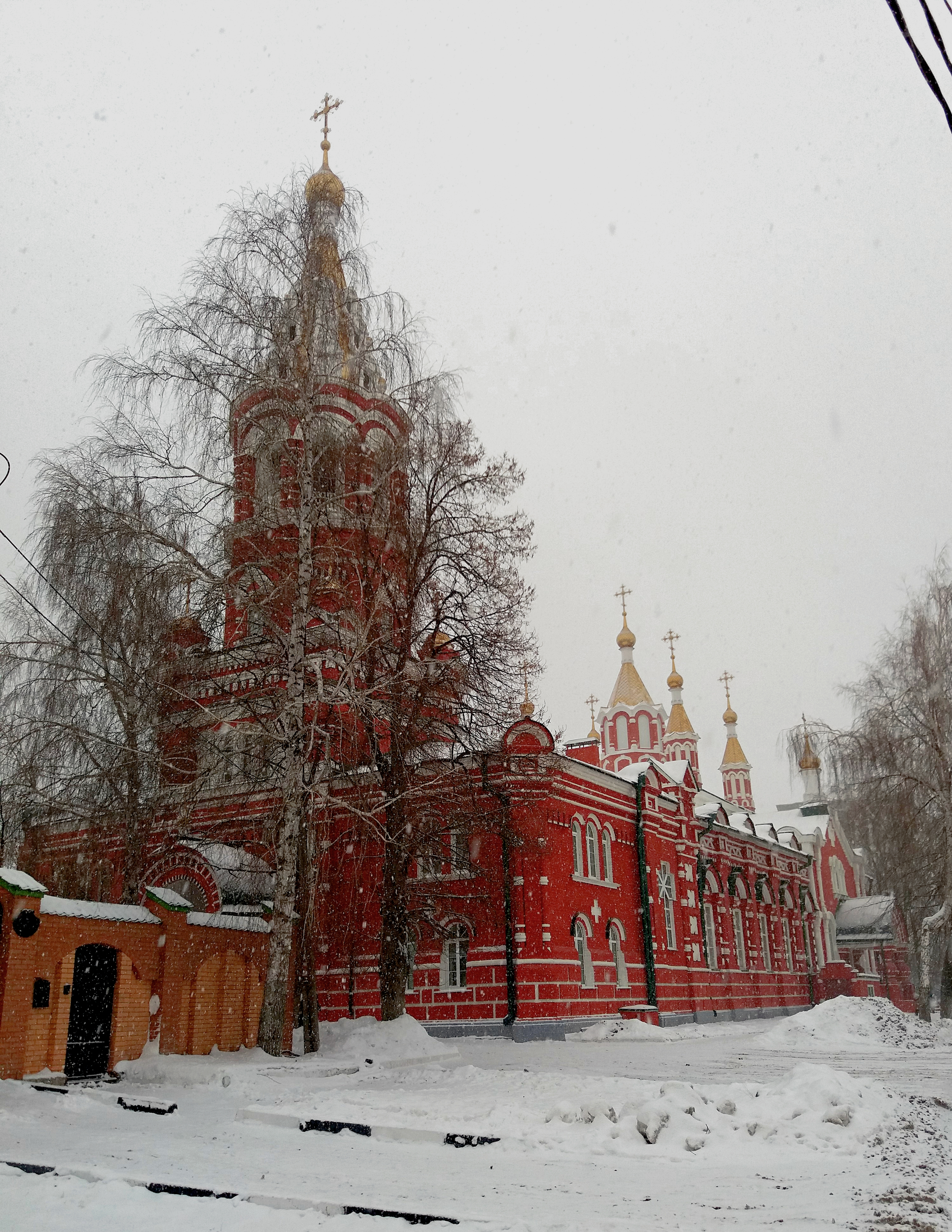
Воскресенско-Германовский храм. Общий вид.
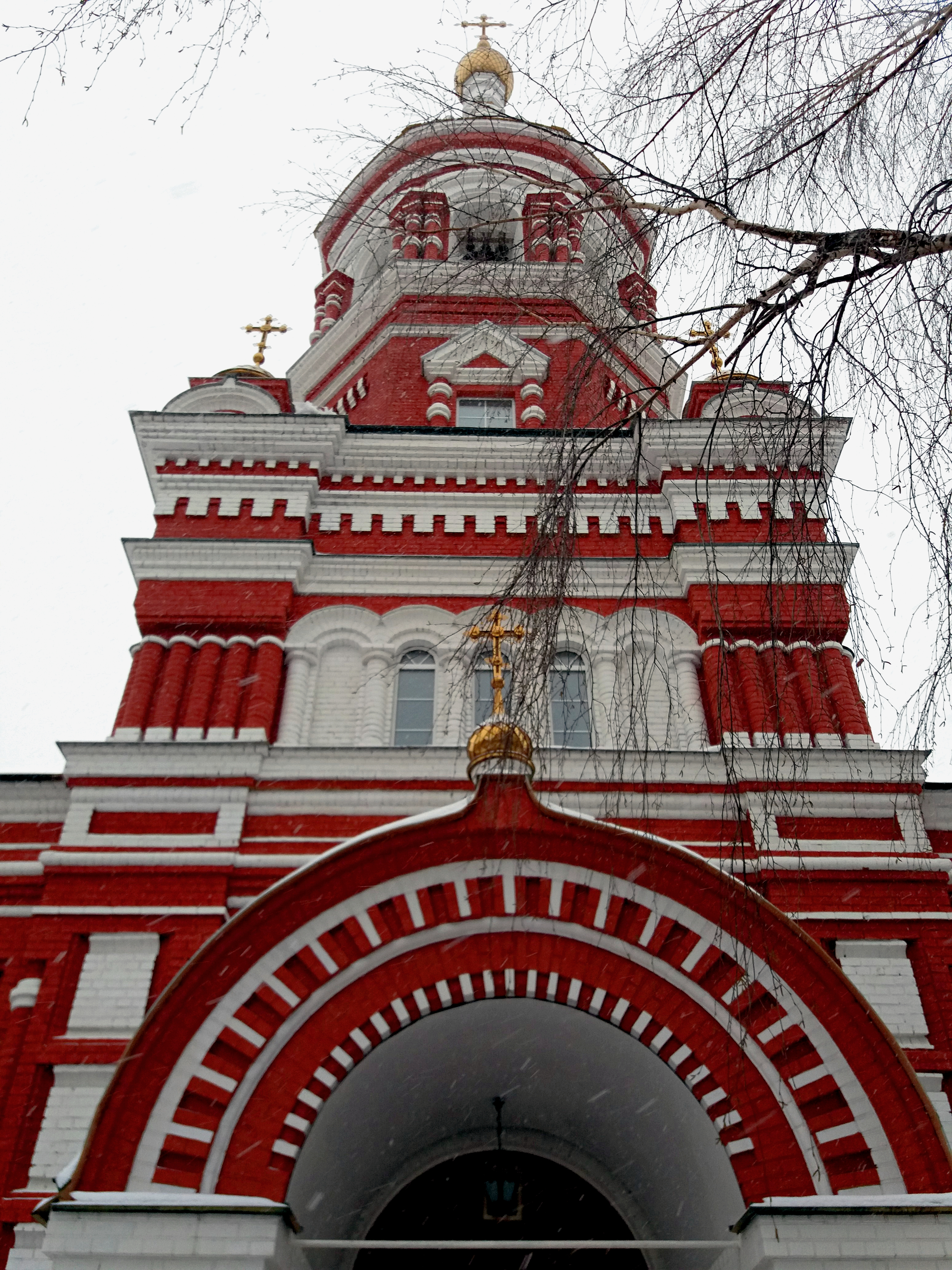
Колокольня Воскресенско-Германовского храма.
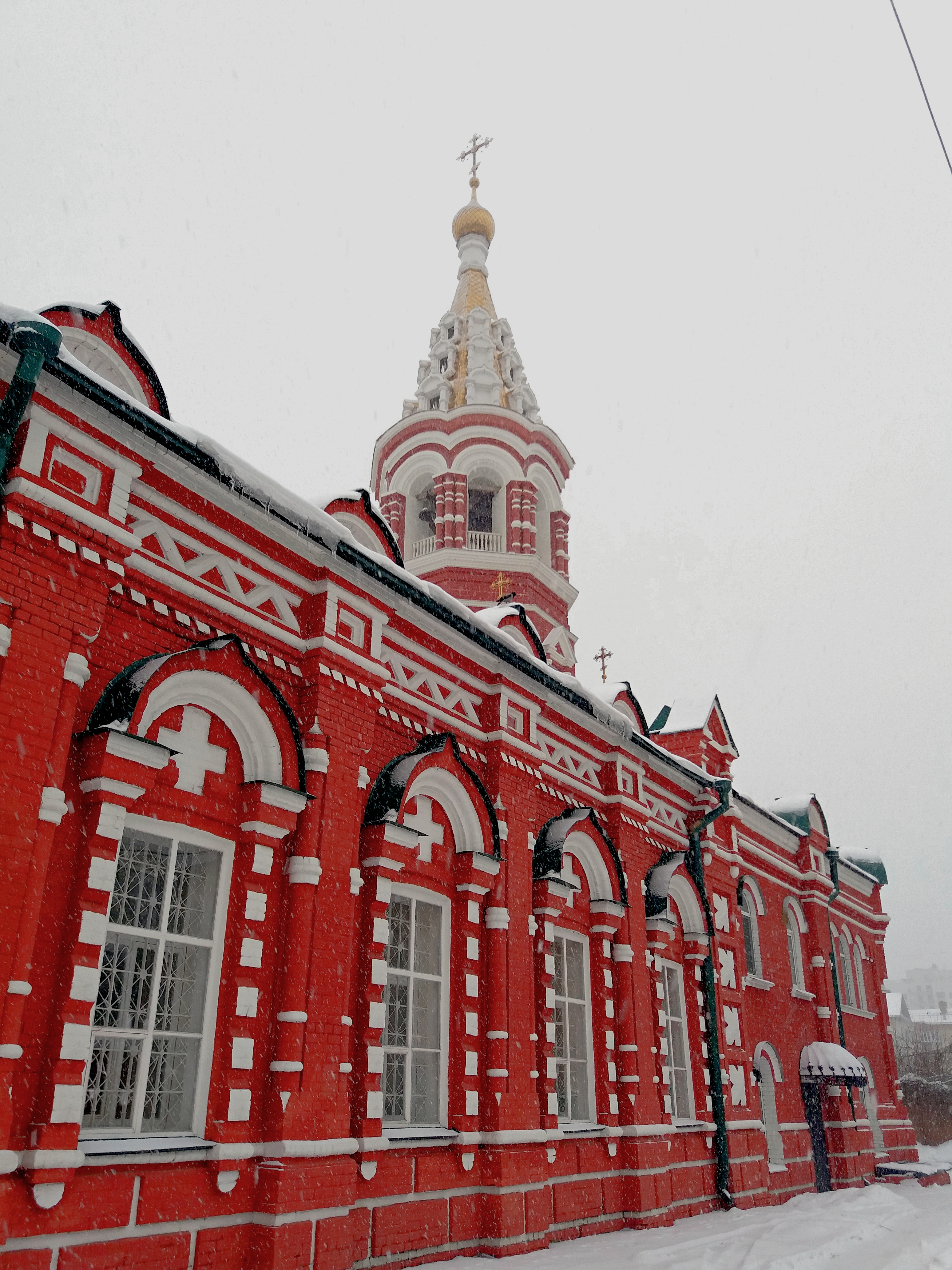
Воскресенско-Германовский храм.
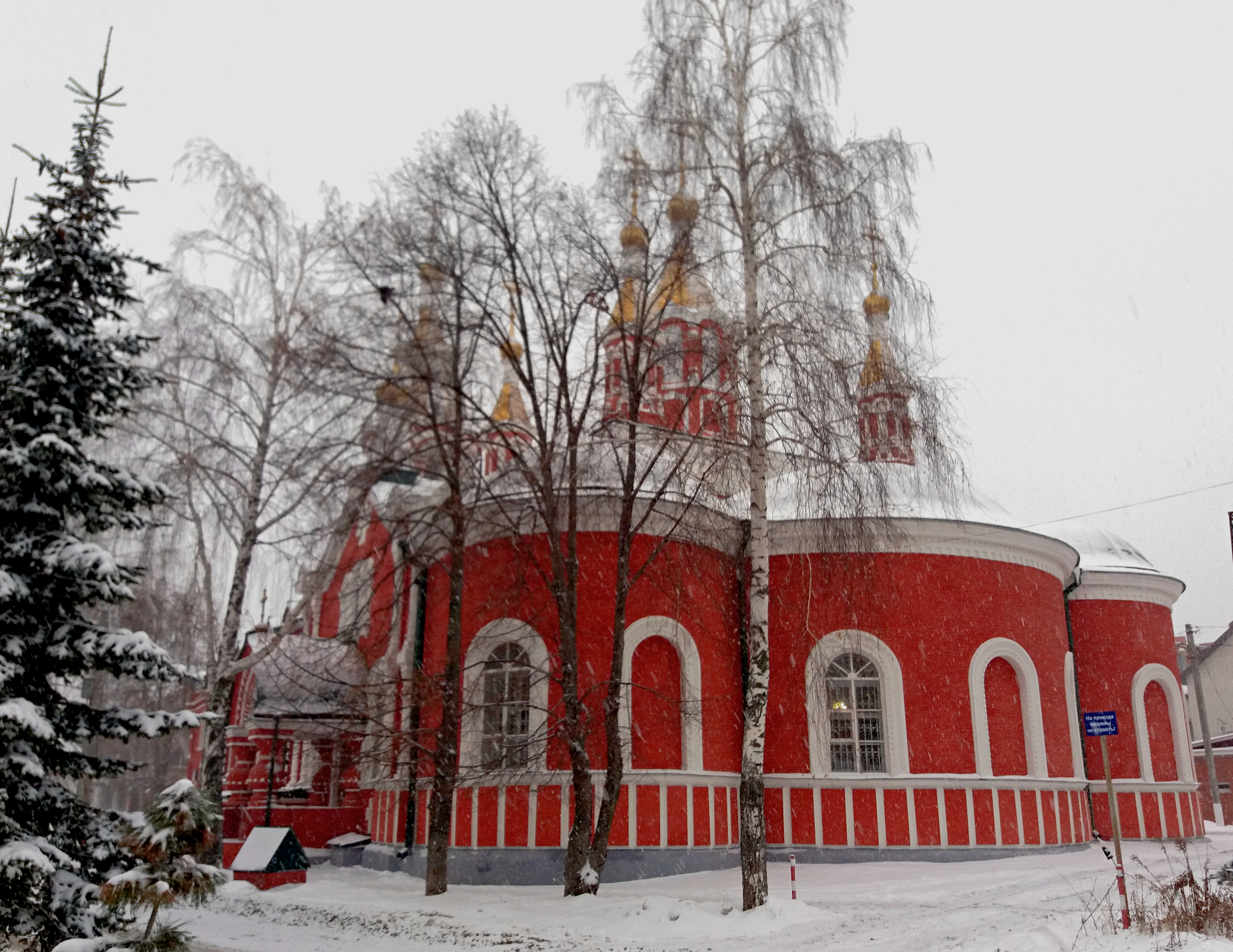
Воскресенско-Германовский храм, фото со стороны алтаря.
Информационная доска Германовскому храму.